# Per-Jansflarken
Per-Jansflarken är en sjö i Härnösands kommun i Ångermanland och ingår i Gådeåns huvudavrinningsområde.